# Jonas Mulokas
Jonas Mulokas (* 18. Februar 1907 in Jusiagiri, Rajongemeinde Rokiškis; † 31. Mai 1983 in Santa Monica, USA) war ein Architekt und Ingenieur.

## Leben

### Laufbahn

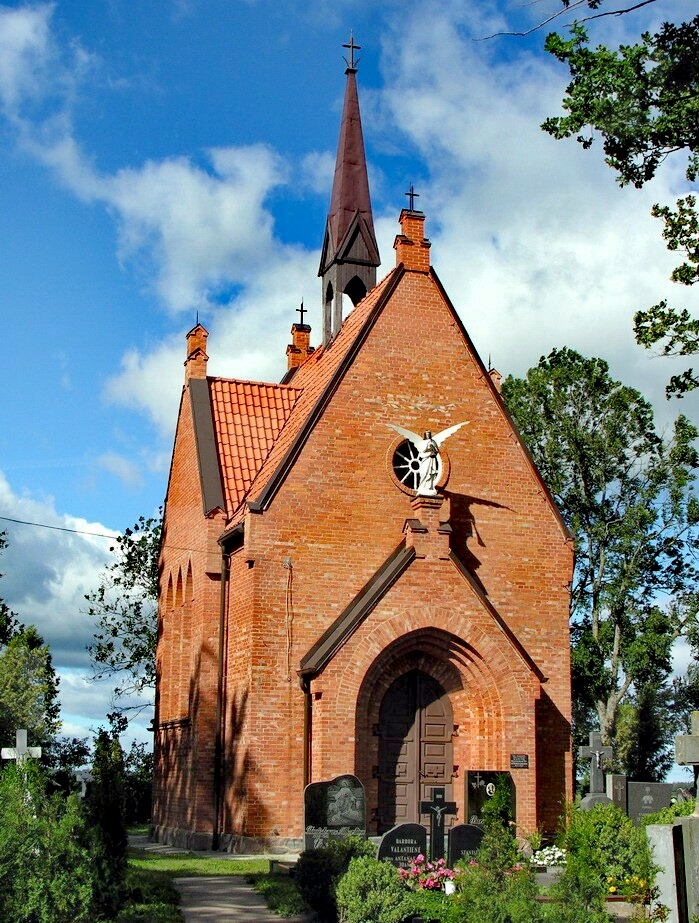
Kapelle

Mulokas besuchte ab 1927 das 1918 – Litauen war seit der endgültigen Teilung Polens russisch beherrscht und hatte seine Unabhängigkeit vom Russischen Kaiserreich erklärt – vom Verein „Saulés“ gegründete einzige Gymnasium des Landkreises in Rokiškis und studierte ab 1935 in Kaunas an der Vytautas-Magnus-Universität. Parallel hierzu genügte er 1935–1937 seiner Wehrpflicht bei der Litauischen Armee. Sein Aufbaustudium absolvierte er an der Kriegsschule. Ab 1937 war er als Architekt in der Abteilung für Militärwohnungen in Kaunas angestellt. Die Kapelle auf dem Friedhof von Židikai, in deren Keller die sterblichen Überreste der 1930 hier verstorbenen Schriftstellerin Šatrijos Ragana verlegt wurden, wurde 1940 von ihm entworfen.

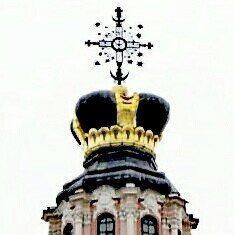
Krone von St. Kasimir

In der Abteilung für Vilniuswohnungen war Mulokas 1941 als Bauleiter tätig gewesen. Die von ihm entworfene Kirche in Berčiūnai wurde 1957 gesprengt. Im selben Jahr entwarf und baute er die 1796 zerstörte "Krone", ein Symbol der litauischen Unabhängigkeit, auf der Kuppel von St. Kasimir.
Die Baltischen Staaten wurden zu Beginn des Zweiten Weltkrieges von der Sowjetunion zuerst besetzt und dann annektiert. Die einmarschierende Wehrmacht verdrängte sie und wurde von deren Einwohnern als deren Befreier begrüßt. Als die Rote Armee 1944 nach Litauen zurückkehrte, flohen zahlreiche Litauer vor ihr, um einer vermeintlichen Verfolgung zu entgehen.
1944 floh Mulokas als Displaced Person nach Augsburg mit DP-Lagern in Hochfeld sowie Haunstetten und, als diese 1948 geschlossen wurden, nach Kriegshaber. Augsburg wurde ein wichtiges Zentrum der Litauischen Kultur in Deutschland. Er arbeitete als Lehrer am Litauischen Gymnasium. Während seiner Jahre in Deutschland erschuf er etwa 700 Kapellen, Kreuze und Denkmäler mit Volkskunstmotiven. So entwarf er das 1945 an der Ecke Alter Postweg/Schertlinstraße aufgestellte Litauische Eichenkreuz oder den auf dem Vorwerker Friedhof in Lübeck stehenden 1948 eingeweihten Gedenkstein der Litauer.

Lübeckischer Gedenkstein
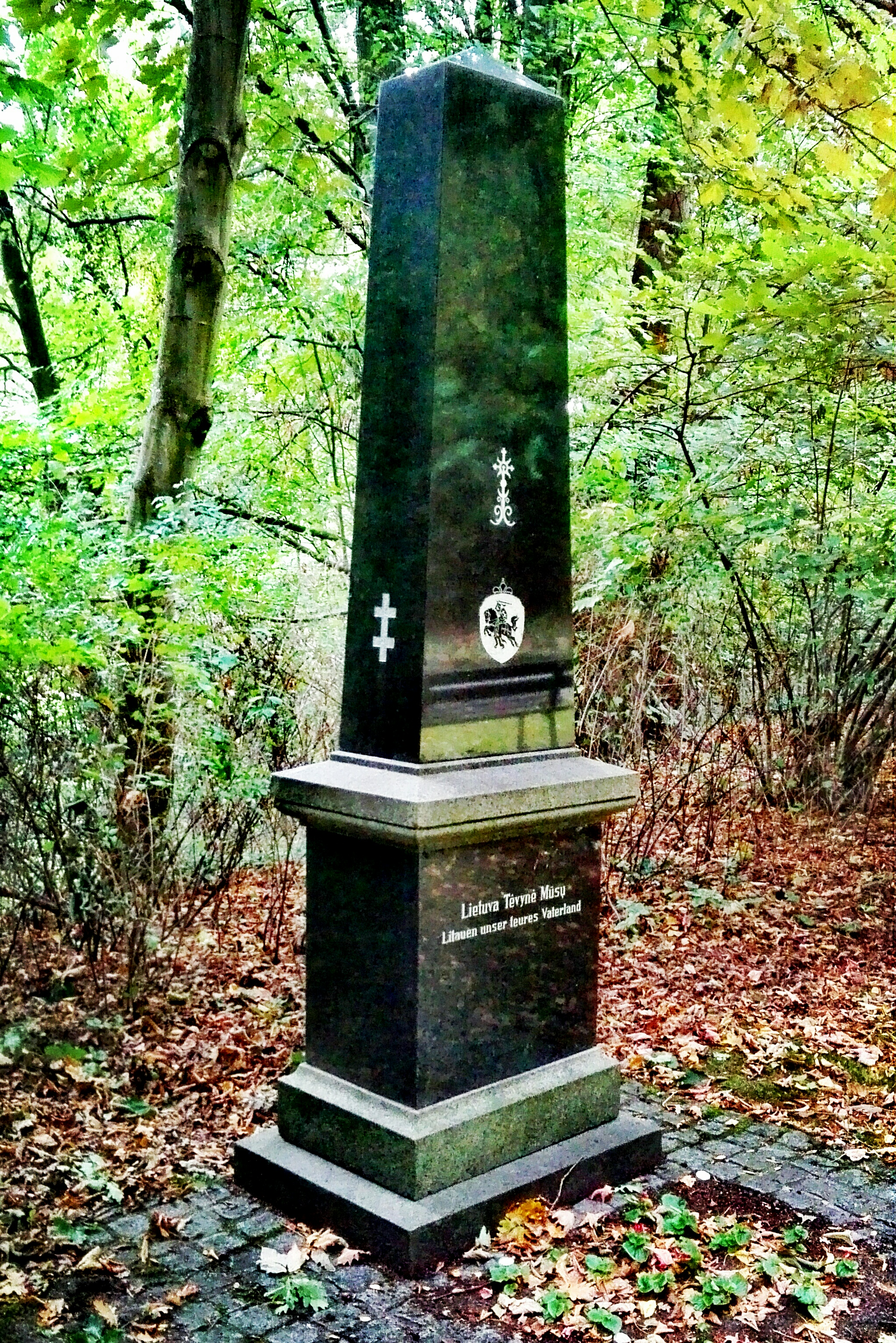
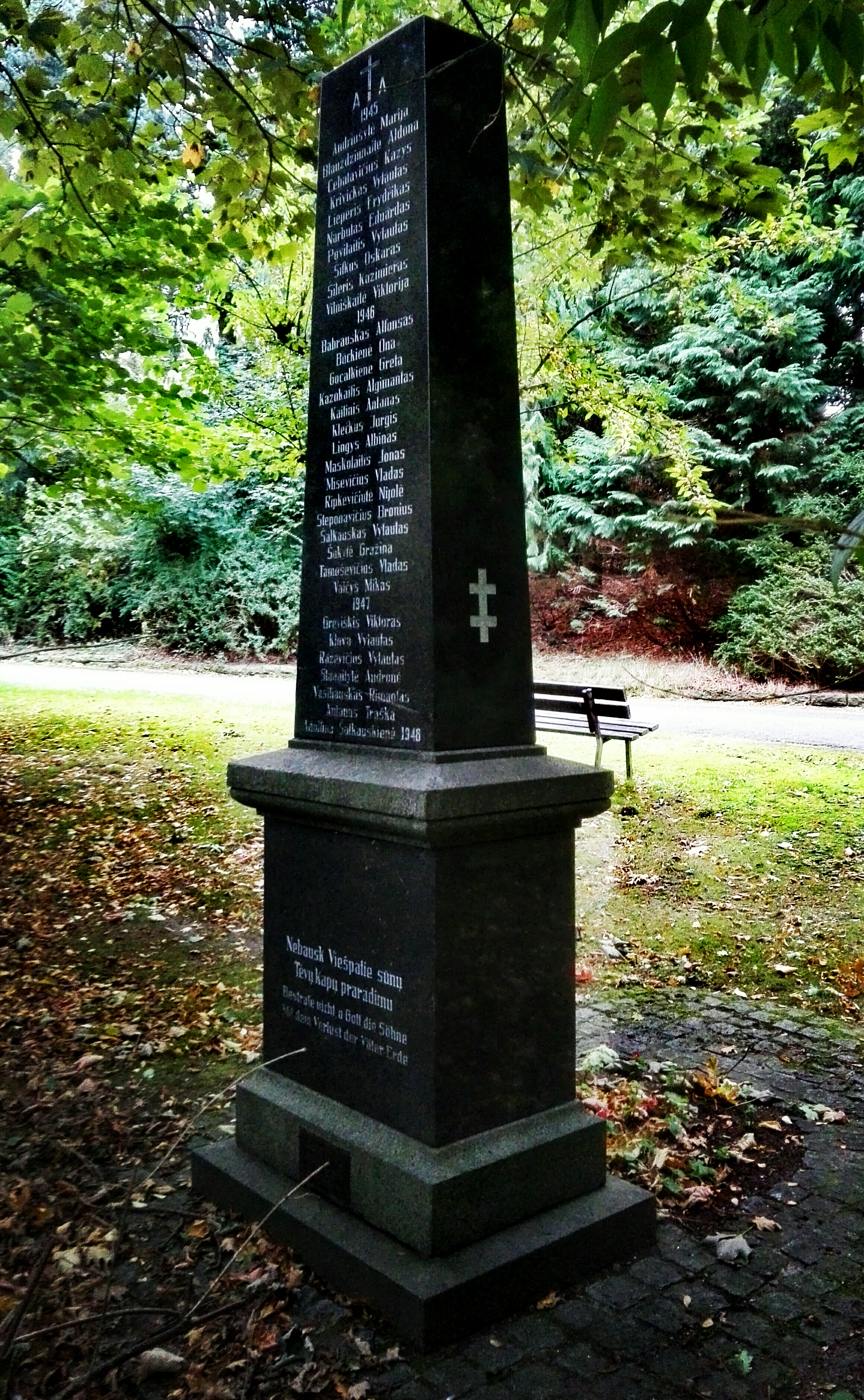
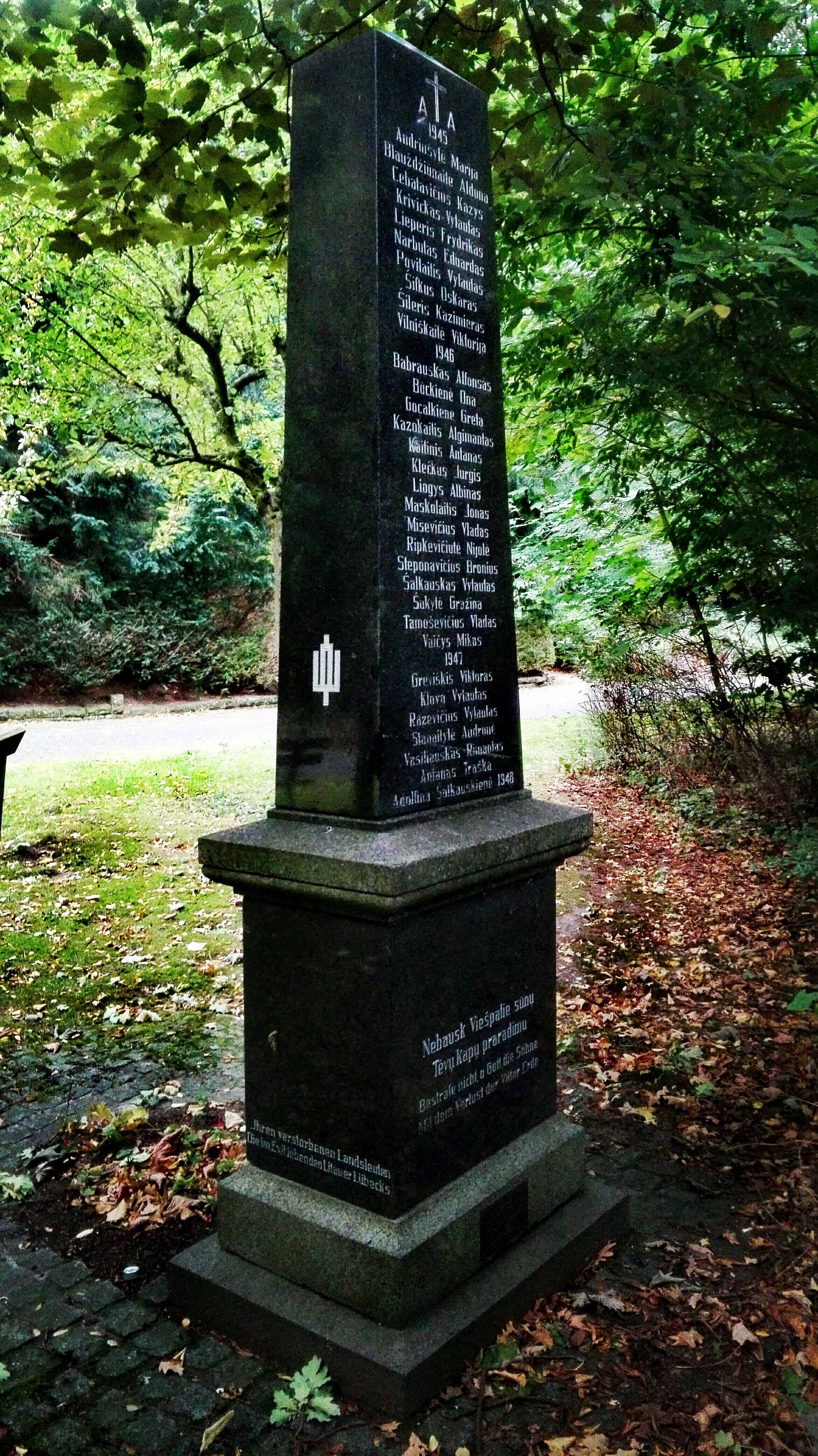
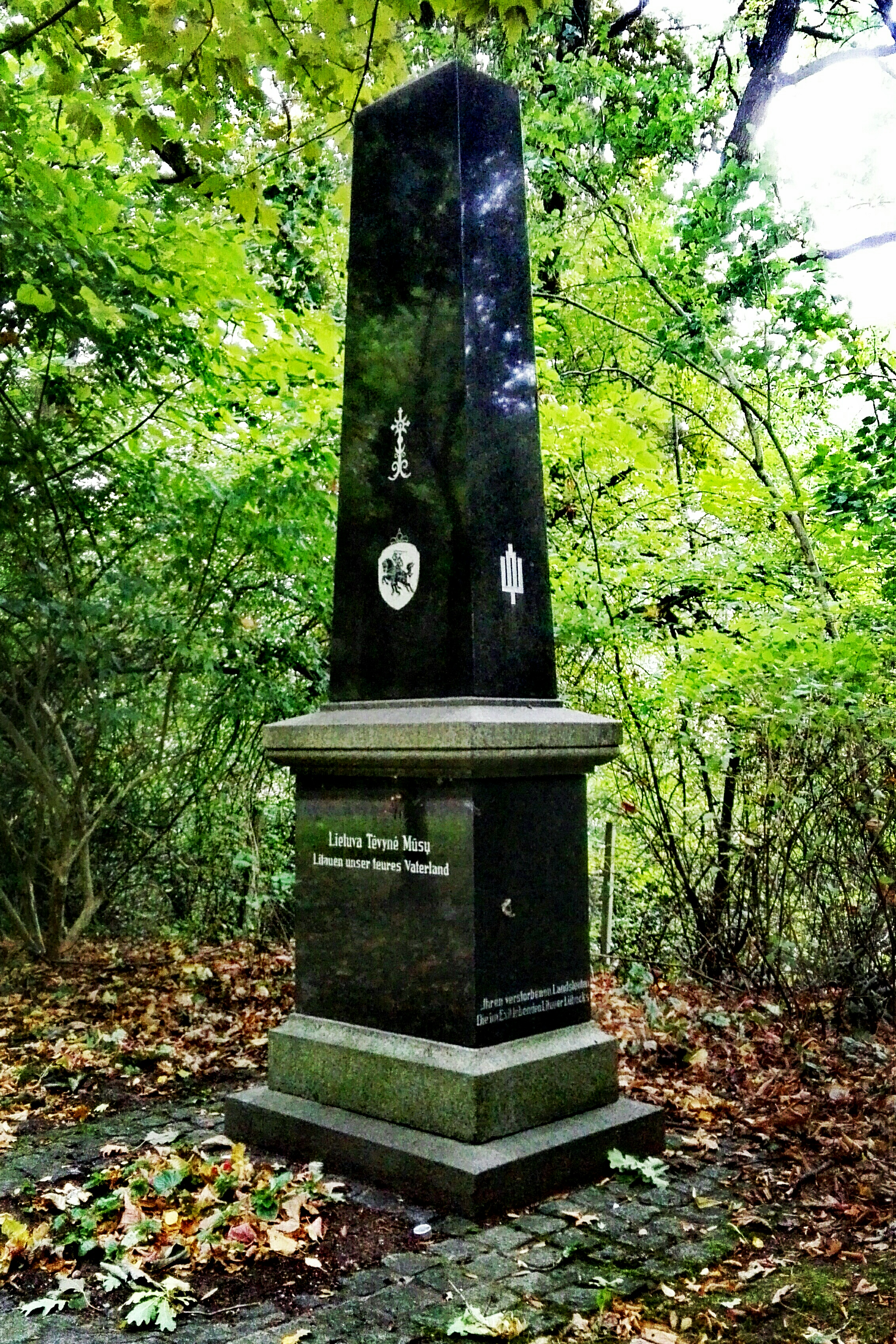

1949 wanderte Mulokas in die USA aus. In den Jahren 1956 und 1957 war er in Chicago Vorsitzender der American Society of Lithuanian Engineers and Architects und seit 1958 Mitglied des Ehrengerichts. Von 1962 bis 1964 war er Vorstandsmitglied der Čiurlionis Art Gallery. Als Mitglied der American Society of Lithuanian Engineers and Architects bekleidete er zeitweise das Amt des Präsidenten vom Ortsverein des Verbandes.
Mit seinem Sohn zusammen gründete Mulokas 1977 das Architekturbüro Mulokas & Mulokas in Santa Monica.
Der Fine Arts Club in Kalifornien ernannte Mulokas 1979 zu seinem Vorsitzenden.

### Familie
Als sein 1942 geborener Sohn Rimvydas Eugene, genannt Ray, an der University of Illinois Urbana-Champaign sein Studium 1964 beendete, wurde er 1972 in New York ein lizenzierter Architekt. Die Familie zog nach Kalifornien und Ray wurde Präsident und CEO der Mulokas & Mulokas Construction.

## Projekte
Seine Projekte zeigen Motive der Monumentalarchitektur und der Volkskunst.

### Litauische Kirchen
- 1957 Nativity of the Blessed Virgin Mary Church,[4] Chicago, Illinois
- 1962 Verklärungskirche, Maspeth in Queens, New York

Sie wird oft als das Hauptwerk des Architekten angesehen. Mulokas erhielt für die Kirche von der American Architects Union den ersten Preis verliehen. Die New York Times zeichnete die Kirche in ihrer Ausgabe vom 2. Dezember 1962 als eines der besten New Yorker Architekturwerke des Jahres aus.
- 1963–1964 Umbau der Holy Cross Lithuanian Roman Catholic Church[6] zur Feier des goldenen Jubiläums der Pfarrei in Dayton (Ohio)

### Sonstiges
- Jugendzentrum und Unabhängigkeitsdenkmal (1974)
- Wohnhäuser
- Gedenkbauten
  - Grabstein für den 1970 in Chicago verstorbenen Prälaten Mykolas Krupavičius

## Denkmal
Der Expertenrat von Vilnius für Architektur und Städtebau missbilligte die Errichtung einer stilisierten 17 Meter hohen, von der Familie des Mulokas gestifteten, Kapellensäule in der Nähe der Seimas. Die eingereichten Vorschläge sahen die Errichtung eines Denkmals für den Exilarchitekten Jonas Mulokas im Palast der Seimas vor.